# Подгорный (Алтайский край)
Подгорный — посёлок  в Шелаболихинском районе Алтайского края, Россия. Входит в состав Крутишинского сельсовета.

## География
Посёлок расположен в лесостепной части Шелаболихинского района.
Уличная сеть
В селе 2 улицы: Каменская и Школьная.
Расстояние до
- районного центра Шелаболиха 61 км.
- краевого центра Барнаул 137 км[5].

Ближайшие населенные пункты
Сёла Луговое 5 км, Крутишка 8 км, Калиновка 9 км, Чайкино 11 км, Быково 15 км.

## История
Основан в 1921 году. В 1928 году деревня Подгорная состояла из 138 хозяйств, основное население — русские. Центр Подгоренского сельсовета Кипринского района Каменского округа Сибирского края.

## Население
| 1997 | 1998 | 1999 | 2000 | 2001 | 2002 | 2003 |
| ---- | ---- | ---- | ---- | ---- | ---- | ---- |
| 395  | ↘373 | ↗402 | ↘383 | ↗417 | →417 | ↘375 |
| 2004 | 2005 | 2006 | 2007 | 2008 | 2009 | 2010 |
| →375 | ↗380 | ↘355 | ↗357 | ↘339 | ↘306 | ↗324 |
| 2011 | 2012 | 2013 |      |      |      |      |
| ↘320 | ↗321 | ↘316 |      |      |      |      |

## Инфраструктура
Почтовое отделение находится в селе Крутишка, дети школьного возраста обучаются в Крутишинской средней общеобразовательной школе.
Торговлю продуктами питания и розничными товарами осуществляет Шелаболихинское районное потребительское общество, оно же ведет заготовительно-перерабатывающую деятельность, работают ФАП и ФЛ «Подгорнский сельский клуб».
Транспорт
К селу ведет автодорога Н-5907, есть автодороги Барнаул — Новосибирск — Камень-на-Оби и Павловск — Камень-на-Оби. Ближайшая железнодорожная станция находится в г. Камень-на-Оби.